# Elecciones generales de España de 1933 Valencia ciudad 1ª vuelta
Las elecciones del 19 de noviembre de 1933 se dieron bajo la nueva Constitución de la República de Diciembre de 1931 y bajo una nueva ley electoral que sustituía a la Ley electoral de Maura del año 1907, modificada parcialmente en 1931. El presidente de la República era Niceto Alcalá-Zamora. 
En Valencia ciudad, ha habido un número total de votantes de 148.546. En su conjunto, Valencia y provincia eligieron a 20 diputados y todos fueron elegidos en la primera vuelta, pues no hizo falta una segunda.
Los que obtuvieron más del 40% de votos son: Alejandro Lerroux (Partido Republicano Radical) con 65.418 votos; Sigfrido Blasco (Unión Republicana Autonomista) con 63.300 votos; Ricardo Samper (Unión Republicana Autonomista) con 63.019 votos; Martínez Sala (Unión Republicana Autonomista) con 59.798 votos; Marco Miranda (Unión Republicana Autonomista) con 58.286 votos; Luis Lucía (Derecha Regional Valenciana) con 57.496 votos y Manglano (Derecha Regional Valenciana) con 54.767 votos. Estos siete candidatos son elegidos directamente en la primera vuelta por superar el 40% de los votos. Quedan proclamados diputados y no han de pasar a la segunda vuelta porque no hacía falta una segunda.
El resto, consiguieron más del 20% de los votos: Boluda Martínez (Derecha Regional Valenciana), con 54.042 votos; Quereda con 52.438 votos; Villanueva con 51.891 votos; Ballester (Frente de Izquierdas) con 24.735 votos; Ovejero (Frente de Izquierdas) con 24.248 votos; Blasco Grajales (Frente de Izquierdas) con 23.893 votos; Álvarez (Frente de Izquierdas) con 23.427 votos; Bastit (Frente de Izquierdas) con 21.566 votos; Sousa con 9.304 votos y Valera con 7.379 votos. Los comunistas, en caso de que hubiera una segunda vuelta, no podrían haber participado ya que no obtuvieron el mínimo de votos. Por tanto, Valencia ciudad eligió a 7 diputados: 5 por mayoría y 2 por minoría.
El partido Unión Republicana muestra su admiración por la labor que hace Alejandro Lerroux, en un banquete que anuncia el diario "El Pueblo" el 1 de noviembre de 1933. Se ve claramente el vínculo entre el Partido Unión Republicana y el partido Radical de Alejandro Lerroux, ambos de carácter conservador.
Al analizar los votos, la conclusión es que en la ciudad de Valencia se dio un triunfo de los partidos conservadores. 

### Contexto histórico
La Constitución de 1931 supuso un gran avance en derechos sociales y libertades como la soberanía popular que se declaraba al nuevo estado español como una república democrática de trabajadores de toda la clase, que se organiza en régimen de Libertad y de Justicia, para afirmar a continuación que la República constituye un Estado integral, compatible con la autonomía de los municipios y las regiones. Por primera vez en la historia de España, se establece el derecho de las regiones a establecer Estatutos de Autonomía. 
Además, se consagra el sufragio universal y las Cortes se eligen por sufragio universal, libre y directo. La Constitución republicana reconoce por primera vez, tras un largo y complejo debate en las Cortes, el voto de la mujer en condiciones de igualdad con el hombre y se reconoce tanto el sufragio universal masculino como femenino. De esta manera, el voto femenino fue una realidad el 1 de octubre de 1931, quedando reflejado como derecho en la Constitución.
Los principios políticos que inspiran la Constitución de 1931 son: la democracia, el regionalismo, el laicismo y la economía social. El artículo tercero de la Constitución afirma que "el Estado no tiene religión oficial" mientras el artículo 27 establece la libertad de conciencia y de culto.
En cuanto al derecho a la educación, el Artículo 26 suprimía todo apoyo económico estatal a la Iglesia Católica y a las órdenes religiosas, que pasaban a tener la condición de asociaciones, prohibiéndoseles el ejercicio de la enseñanza. Esto, junto a la aprobación de derechos civiles como el divorcio y la equiparación de hijos legítimos e ilegítimos, molestó mucho a la Iglesia.
En cuanto a los poderes del Estado, el poder ejecutivo definió que el presidente de la República nombraba al jefe de Gobierno aunque debía contar con la aprobación de las Cortes, el poder legislativo quedó en manos de unas Cortes unicamerales y se suprimió el Senado y el poder judicial quedó en manos de los tribunales de justicia.
Se consideraba importante el papel de los socialistas en la consecución del derecho de voto para las mujeres, estando vigente en las elecciones del 19 de noviembre de 1933. Además del derecho al voto de las mujeres la reforma de la Ley electoral de 1907 introducía importantes cambios que serían a su vez recogidos por la nueva Ley electoral de 28 de julio de 1933. Las principales reformas recogidas primero por la reforma de 1931 y después por la Ley electoral de 1933 eran la consideración de la edad para votar en los 23 años, la eliminación de la elección uninominal y la supresión del artículo 29. 
El voto para las mujeres no estaba recogido en la reforma de 1931 que solo les concedió el derecho a ser candidatas, sin embargo, ya tenía pleno vigor en las elecciones del 19 de noviembre de 1933. 
Se eliminaba la elección uninominal en pequeñas circunscripciones por elección por lista y provincia, o de ciudad mayor de cien mil habitantes. Así pues, Madrid, Barcelona, Valencia, Bilbao, Sevilla, Zaragoza, Málaga, Córdoba, Granada y Murcia elegirían diputados por sus capitales y también por sus respectivas provincias. Por cada 50.000 habitantes se elegía un diputado. 
De la Ley electoral de 1907 se suprime el artículo 29 que proclamaba elegidos automáticamente a los candidatos únicos. En caso de que no hubiera candidatos que alcanzasen el 20% de los votos emitidos se produciría una segunda vuelta. Esto favorecía aún más a la lista más votada (reforma de 1931). En la primera vuelta, se exigía para salir elegido directamente que uno o varios candidatos de la lista consiguiesen una mayoría relativa de votos que supusiese al menos el 40% de los sufragios emitidos, en vez del 20% de la reforma anterior. Los demás candidatos de la lista habrían de alcanzar al menos el 20% de los votos. Si ninguno de los candidatos consiguiera el 40%, se celebraba una segunda vuelta a la que únicamente podrían concurrir los candidatos que hubiesen obtenido el 8% de los votos escrutados. Obtener el 8% de los votos era el mínimo para obtener un diputado en primera vuelta aunque este límite no contaba en la segunda vuelta.